# Centro sportivo Pio XII - Gianluca Signorini
Il Centro sportivo "Pio XII - Gianluca Signorini, noto più semplicemente come Pegli per via della località in cui sorge, è un centro sportivo di Genova di proprietà privata dato in affitto alla società calcistica italiana Genoa Cricket and Football Club.
La struttura ospita, dal 1951, gli allenamenti della prima squadra maschile.
Il centro d'allenamento si trova via Ronchi 67, all'interno del parco della monumentale Villa Lomellini Rostan, sede sociale del club.

## Storia
Nel 1951, su iniziativa congiunta dei dirigenti del C.S.I. di Genova, del Genoa Cricket and Football Club (desideroso di disporre di un proprio campo d'allenamento alternativo allo stadio di Marassi) , dell'allora arcivescovo Giuseppe Siri e con il supporto operativo di Giacomino Costa ,  fu realizzato nel parco della villa un campo sportivo, poi denominato nel 1956 Stadio Pio XII in onore di colui che era anche noto come "papa degli sportivi". In origine esso fu anche il terreno di gioco della polisportiva diocesana Auxilium e del Gruppo "C", squadra calcistica genovese legata alla famiglia Costa, che militò anche in serie D tra il 1965 e il 1968.
Successivamente la struttura ha assunto in via esclusiva la funzione di campo d'allenamento del Genoa, che dal marzo 2005 ha trasferito nella villa Lomellini Rostan la propria sede sociale, precedentemente situata nel centro cittadino.
L'intero complesso sportivo comprende anche un secondo campo di minori dimensioni con fondo in erba sintetica e una tensostruttura attrezzata a palestra.
Sempre dal 2005 il complesso sportivo è intitolato a Gianluca Signorini, storico capitano del Grifone, prematuramente scomparso il 6 novembre 2002 a soli 42 anni.
Al termine della stagione 2018-2019 sono iniziati i lavori di riqualifica dell'area sportiva: in tre mesi il nuovo “Signorini” verrà dotato di due campi in erba naturale a undici, di una nuova palestra in muratura e di un media center, mentre la vecchia tribunetta per il pubblico troverà una nuova collocazione..

## Utilizzo
La struttura è utilizzata in maniera continuativa unicamente per gli allenamenti della prima squadra maschile del Genoa Cricket and Football Club. La prima squadra femminile e tutte le formazioni giovanili sia maschili sia femminili del club rossoblù si allenano e disputano gli incontri ufficiali casalinghi in altri impianti di Genova e della città metropolitana.